# Тиман, Иоганн Карл Фердинанд
Иоганн Карл Фердинанд Ти́ман (нем. Johann Carl Ferdinand Tiemann; 10 июня 1848, Rübeland, Королевство Ганновер — 14 ноября 1899, Мерано) — немецкий химик-органик.

## Биография
Родился 10 июня 1848 года в Рюбеланде (герцогство Брауншвейг, ныне — земля Саксония-Анхальт, Германия). 
В 1866 году поступил в Брауншвейгский университет, где изучал химию и фармацию. С 1869 года обучался в Берлинском университете у Августа Вильгельма Гофмана. В 1871 году, по окончании учёбы, получил степень доктора философии. После этого работал там же — в Берлинском университете. В 1882 году был удостоен звания профессора. 
Скончался 14 ноября 1889 года в Мерано, Тирольское графство, Австро-Венгрия (ныне территория Италии).

## Научная деятельность
Основные научные работы Тимана посвящены химии терпенов. Он выявил генетическую связь ванилина с кониферином. Это было подтверждено в 1874 году, когда он совместно с Вильгельмом Хаарманом получил ванилин окислением кониферина и кониферилового спирта хромовой кислотой. Совместно с Карлом Людвигом Реймером Тиман также изучал реакцию получения ароматических о-оксиальдегидов путём введения формильной группы в фенолы во время нагревания их с хлороформом в присутствии щёлочи (реакция Реймера — Тимана); при помощи данной реакции в 1876 году им удалось синтезировать ванилин из гваякола. А в 1884 году Тиман использовал алкилцианиды и нитриды для получения амидоксимов.

## Почести и награды
- Член Академии естествоиспытателей (Леопольдина).
- Лауреат Медали Котениуса (1876).
- В честь Тимана назван минерал тиманит.